# 에이스 후드

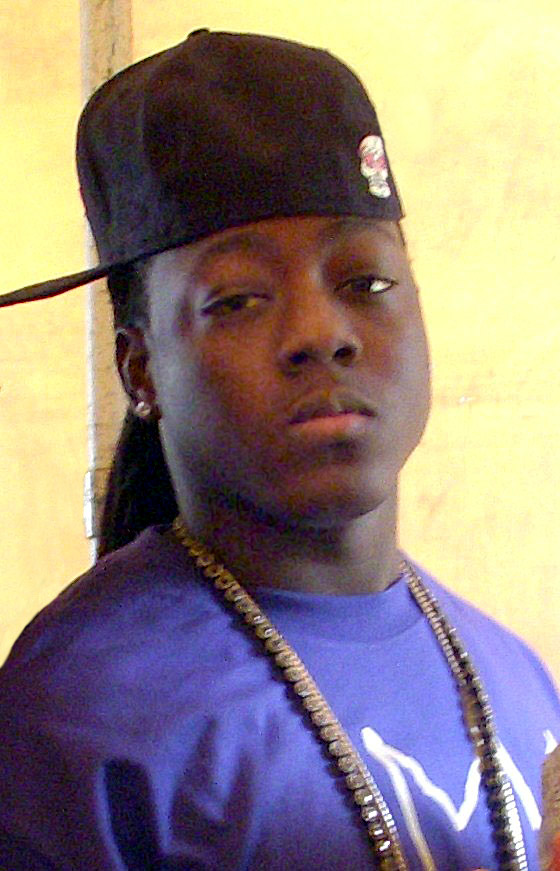

에이스 후드(Ace Hood, 본명:Antoine McColister 출생:1989년 6월 30일 (미국) ~ )는 미국의 랩가수이다.그는 데프잼 레코드와 디제이 칼리드가 있는 'We The Best Music' 소속이었다가, 칼리드와의 다툼 후 WTBM를 나와 본인의 레이블 HoodNation을 설립했다

## 생애
에이스 후드는 1989년 플로리다주에서 태어났다.2007년 그는 디제이 칼리드를 만났고,사우스 플로리다 방송국에서 'WEDR 99 Jamz'로 힙합과 일을 시작했다.

### Gutta
그는 2008년 첫앨범 'Gutta'를 발매하고, 플로라이더, 플라이즈, 릭 로스, 티-페인등이 참여했다.싱글인 'Cash Flow'와 'Ride'는 'U.S.Billboard Hot 100'에서 90위,'U.S. Billboard Hot R&B/Hip-Hop Songs'에서 27위 'U.S. Billboard Hot Rap Tracks'에서 14위 'U.S. Billboard Mainstream R&B/Hip-Hop'에서 21위를 차지한다.이 앨범은 랩앨범 차트에서 2위를 거둔다.

### Ruthless
이 앨범에는 루다크리스, 에이콘, 티-페인, 릭 로스 등이 참여했다.첫 싱글인 'Overtime'은 70위로 데뷔했고,'Loco With The Cake','Champion' 등의 싱글앨범이 발매될 예정이다.